# Авіакомпанії Бутану
Авіакомпанії Бутану — авіаційні підприємства, що зареєстровані в Бутані.

## Існуючі авіакомпанії
| Назва авіакомпанії | Зображення | Код IATA | Код ICAO | Позивний     | Рік заснування | Примітки |
| ------------------ | ---------- | -------- | -------- | ------------ | -------------- | -------- |
| Bhutan Airlines    |            | B3       | BTN      | BHUTAN AIR   | 2011           |          |
| Druk Air           |            | KB       | DRK      | ROYAL BHUTAN | 2001           |          |